# 白果市乡
白果市乡，是中华人民共和国湖南省永州市祁阳市下辖的一个乡镇级行政单位。2015年，祁阳县调整乡镇行政区划。获得湖南省人民政府的批准后，11月24日，永州市人民政府下发永政函〔2015〕216号文件。将白果市乡并入凤凰乡

## 行政区划
白果市乡下辖以下地区：
大坝头村、仁光村、大源岭村、长田方村、波罗源村、柏福村、团结村和山青村。